# Crypsiphona amaura
Crypsiphona amaura là một loài bướm đêm trong họ Geometridae.